# 西小倉駅
西小倉駅（にしこくらえき）は、福岡県北九州市小倉北区室町三丁目にある、九州旅客鉄道（JR九州）の駅である。

## 概要
鹿児島本線と日豊本線の線路が分岐する駅で（小倉駅 - 当駅間は両線の重複区間）、普通列車の他に快速・区間快速列車が停車する。このほか、日豊本線城野駅を起点とする日田彦山線の列車はすべて小倉駅始発・終着で運行されているため、当駅からも利用可能である。
当駅はもともと日豊本線の単独駅として開業し、鹿児島本線のホームは1987年（昭和62年）に追加された。そのため当駅の所属線は日豊本線となっている。
鹿児島本線にはJA27、日豊本線にはJF02、日田彦山線にはJI02の駅番号がそれぞれ設定されている。
なお、小倉駅は当初現在の当駅付近に設置され、1958年（昭和33年）に現在の場所に移転した。そのため当駅のホームの一部には旧小倉駅のものが再利用され、改良を重ねている。

## 歴史
- 1915年（大正4年）4月：鉄道院により小倉駅が当地に移転開業。

- 1958年（昭和33年）3月1日：小倉駅が現在の位置に移転する。
- 1974年（昭和49年）12月14日：日本国有鉄道が当地に西小倉駅を開設[5]。開業当時は日豊本線所属駅だった[1]。
- 1987年（昭和62年）
  - 4月1日：国鉄分割民営化に伴い、九州旅客鉄道（JR九州）の駅となる。
  - 10月1日：鹿児島本線にホーム新設[1]。
- 1988年（昭和63年）7月1日：「みどりの窓口」設置[6]。
- 2000年（平成12年）4月19日：自動改札機設置[7]。
- 2003年（平成15年）
  - 3月29日：橋上駅舎新築、駅舎が鉄道建築協会賞（推薦）受賞。
  - 7月7日：日豊本線、鹿児島本線の快速が停車[8]。
- 2009年（平成21年）3月1日：ICカード「SUGOCA」の利用を開始[9]。
- 2022年（令和4年）3月12日：みどりの窓口の営業時間が短縮され、7時30分から19時までの営業となる[2]。
- 2023年（令和5年）10月1日：駅体制の見直しに伴い、これまでJR九州サービスサポートによる駅業務受託となっていた業務委託駅から[10]、再び直営駅へと変更される[11]。

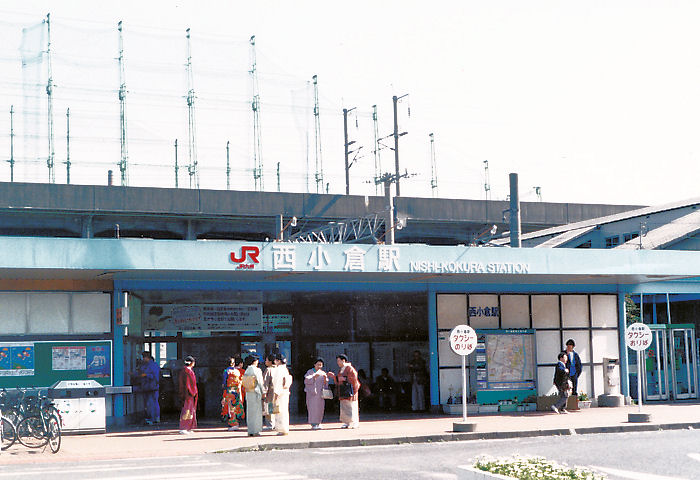
旧駅舎（1994年4月）

## 駅構造
単式ホーム1面1線と島式ホーム2面4線、計3面5線のホームを有する地上駅。
直営駅で、みどりの窓口が設置されている。SUGOCAの使用が可能である。

### のりば
| のりば | 路線       | 方向 | 行先                   |
| ------ | ---------- | ---- | ---------------------- |
| 1      | 日豊本線   | 下り | 行橋・中津・宇佐方面   |
| 1      | 日田彦山線 | 下り | 田川後藤寺・添田方面   |
| 2・3   | 日豊本線   | 上り | 小倉・門司港・下関方面 |
| 2・3   | 日田彦山線 | 上り | 小倉・門司港・下関方面 |
| 4      | 鹿児島本線 | 下り | 折尾・博多方面         |
| 5      | 鹿児島本線 | 上り | 小倉・門司港・下関方面 |

付記事項
- 5番のりばが単式ホームである。
- 日豊本線と鹿児島本線の接続駅として乗換客が多いため、乗換客を含めて当駅の利用客数の値を出すならば、当駅の乗車人員数より大幅に大きくなる。
- 3番のりばには小倉総合車両センターへの出入場線が接続しており、時折出入場車両が停車していることがある。

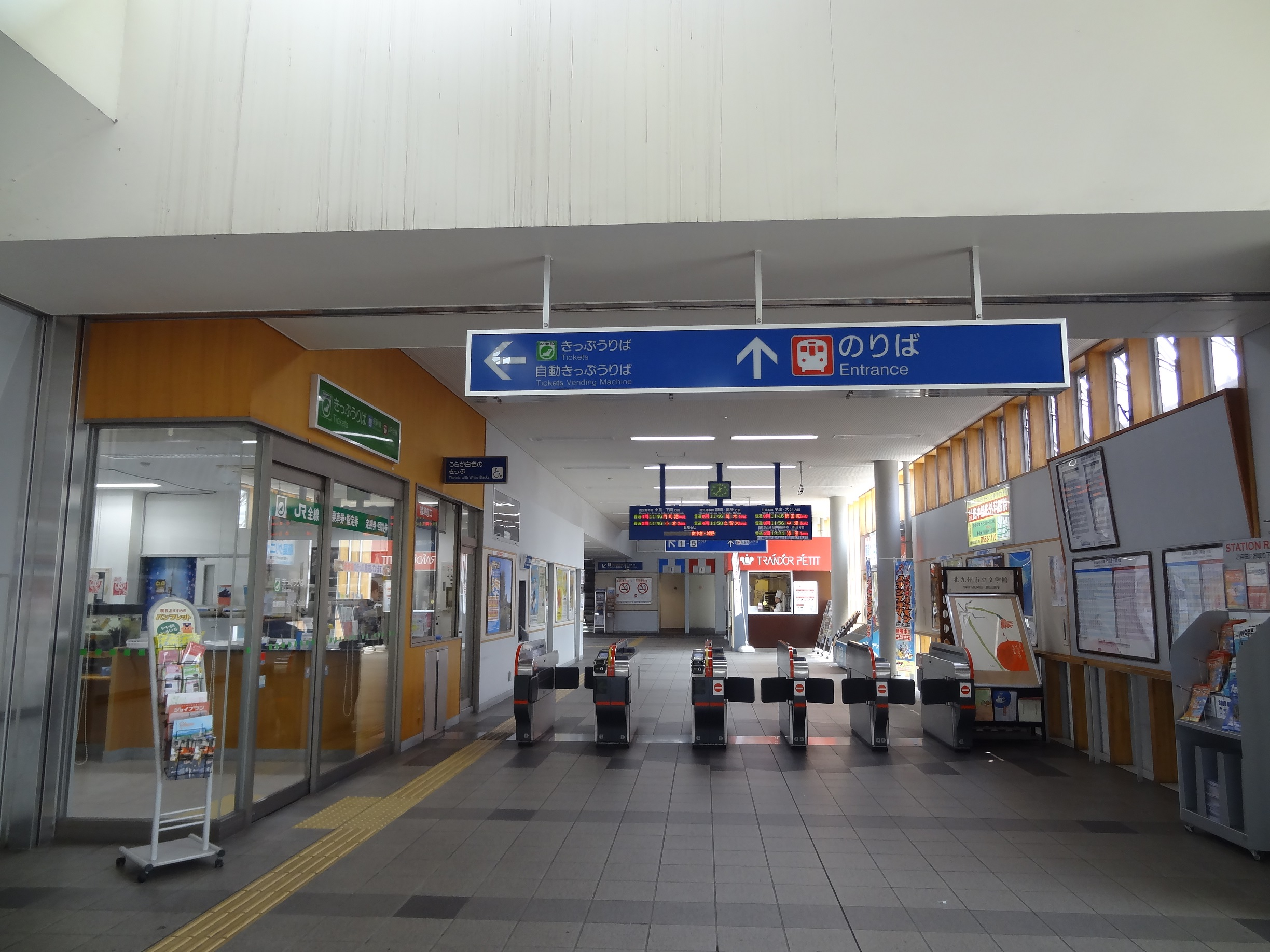
改札口（2013年8月）
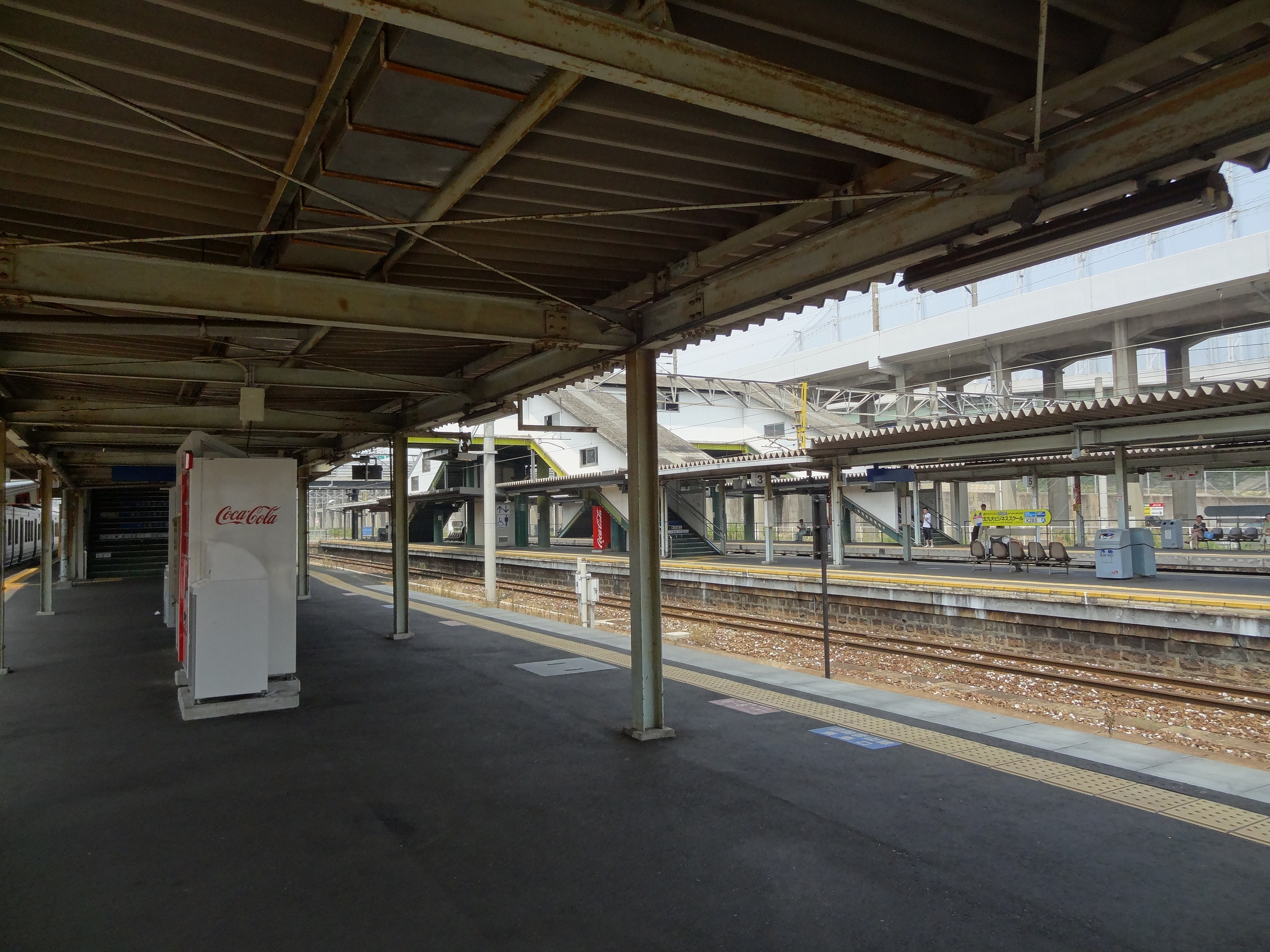
ホーム（2013年8月）

### 小倉駅 - 西小倉駅間の運賃計算の特例
日豊本線の特急「ソニック」「にちりんシーガイア」は、いったん当駅を通過して小倉駅に停車し、小倉駅でスイッチバックをして再度当駅を通過する。このため、「ソニック」「にちりんシーガイア」など、西小倉 - 小倉間を往復運行される列車に小倉駅を跨いで乗車する場合は、小倉駅 - 当駅間の往復分（1.6 km）は運賃・特急料金の計算には含めない。また、小倉駅で「ソニック」「にちりんシーガイア」「きらめき」など西小倉駅を通過する列車を含めた乗り継ぎを行う場合は、小倉駅 - 当駅間の乗り越し分の乗車券は不要である（この場合は特急料金は小倉駅までで計算される）。
以前は鹿児島本線の快速列車も当駅を通過していたため同様の特例が適用されていたが、リバーウォーク北九州が開業したこと、信号待避等で停車することがあったことなどから、2003年（平成15年）に客扱停車を始め、非優等列車同士の乗り換えについては西小倉駅で対応することとなった。この結果、現在は小倉駅 - 当駅間の運賃が不要の特例は上記のように、優等列車に通して乗車するか、優等列車と非優等列車を小倉駅で途中下車なしに乗り継ぐ場合のみに適用される。
なお、この特例は、西小倉 - 門司港駅間を通過する特急「36ぷらす3」にも適用される。

## 利用状況
2023年（令和5年）度の1日平均乗車人員は4,812人であり、JR九州の駅としては第42位である。
2003年（平成15年）にリバーウォーク北九州が開業してからは利用客が増加している。
JR九州およびとうけい北九州によると、近年の1日平均乗車人員の推移は下記の通り。
| 年度   | 1日平均 乗車人員 |
| ------ | ---------------- |
| 2000年 | 2,837            |
| 2001年 | 2,910            |
| 2002年 | 2,470            |
| 2003年 | 3,753            |
| 2004年 | 3,912            |
| 2005年 | 4,078            |
| 2006年 | 4,226            |
| 2007年 | 4,459            |
| 2008年 | 4,392            |
| 2009年 | 4,581            |
| 2010年 | 4,639            |
| 2011年 | 4,754            |
| 2012年 | 4,854            |
| 2013年 | 5,121            |
| 2014年 | 5,152            |
| 2015年 | 5,298            |
| 2016年 | 5,361            |
| 2017年 | 5,437            |
| 2018年 | 5,303            |
| 2019年 | 5,269            |
| 2020年 | 3,985            |
| 2021年 | 4,313            |
| 2022年 | 4,697            |
| 2023年 | 4,812            |

## 駅周辺

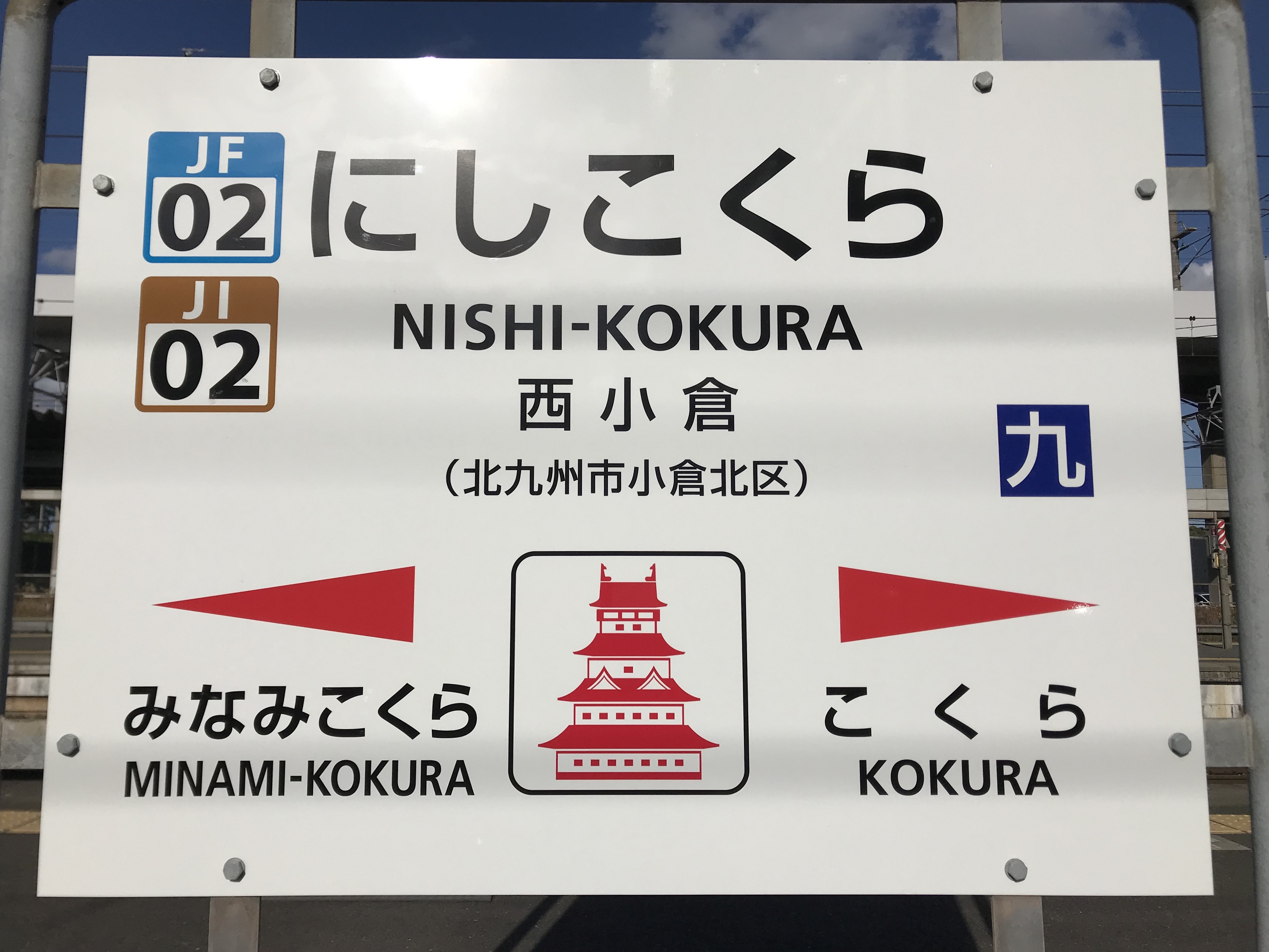
駅名標（日豊本線）。イラストは小倉城の天守閣（2018年12月）

紫川の右岸近くに位置する小倉駅に対し、当駅は紫川の左岸近くに位置している。北九州市役所や小倉城、リバーウォーク北九州は当駅が最寄り。小倉の中心市街地は小倉駅が最寄りとなる。

### 駅近傍
- 西鉄バス北九州西小倉駅バス停
- 九州旅客鉄道北部九州地域本社
- 日本貨物鉄道九州支社
- 九州ビジネス専門学校
- 麻生公務員専門学校北九州校
- リバーウォーク北九州[1]
  - 朝日新聞西部本社
  - NHK北九州放送局
  - 北九州芸術劇場
  - 北九州市立美術館分館
  - 西日本工業大学デザイン学部
  - 河合塾北九州現役館
  - ロピア北九州リバーウォーク店
  - 小倉室町郵便局
- レクサス小倉
- 西日本シティ銀行室町支店
- 福岡中央銀行小倉支店
- 小倉D.C.タワー
- 小倉リーセントホテル
- 小倉駅北出入口 - 北九州高速2号線

### 小倉城址・大手町
- 北九州市役所[1]
  - 本庁舎（小倉城址）
  - 小倉北区役所庁舎（大手町）[1]
- 福岡県小倉北警察署
- 福岡法務局北九州支局
- 北九州市立思永中学校・西小倉市民センター
- 北九州市立西小倉小学校
- 北九州市消防局
- 八坂神社
- 勝山公園
- 小倉城[1]
- 北九州市立中央図書館
- 北九州市立松本清張記念館
- 北九州市立文学館
- アルモニーサンク

### 周辺地区
- 小倉西郵便局
- 福岡県立小倉高等学校
- 福岡県立小倉工業高等学校
- 小倉裁判所合同庁舎
  - 福岡地方裁判所小倉支部
  - 福岡家庭裁判所小倉支部
  - 小倉簡易裁判所
- サンリブ西小倉
- 資さんうどん西小倉店

## 隣の駅
九州旅客鉄道（JR九州）
 日豊本線・ 日田彦山線（日田彦山線は小倉駅 - 城野駅間日豊本線）
■快速（上りのみ運転）・■普通
小倉駅 (JF01/JI01) - （紫川信号場） - 西小倉駅 (JF02/JI02) - 南小倉駅 (JF03/JI03)
 鹿児島本線
■快速
小倉駅 (JA28) - （紫川信号場） - 西小倉駅 (JA27) - （貨）浜小倉駅 - 戸畑駅 (JA25)
■区間快速・■普通
小倉駅 (JA28) - （紫川信号場） - 西小倉駅 (JA27) - （貨）浜小倉駅 - 九州工大前駅 (JA26)
- 小倉駅 - 当駅間は日豊本線と鹿児島本線の重複区間である。